# Спартак (стадион, Шклов)
Спартак — футбольный стадион с натуральным покрытием в городе Шклов, Беларусь. Максимальная вместимость — 2500 зрителей. Является домашним стадионом футбольного клуба «Спартак» (Шклов).